# Ardennek
Az Ardennek (franciául: Ardenne) kiterjedt erdős régió Belgiumban és Luxemburgban; átnyúlik Franciaországba is. Legmagasabb pontja a Botrange (Belgium; 694 m). A Variszkuszi-hegységrendszer része, azzal egy korban emelkedett ki.

## Földrajz
Az Ardennek nagy részét sűrű erdők borítják. A hegyek átlagos magassága 350–500 m, de a Hautes Fagnes környékén, Belgium északkeleti részén meghaladják a 650 m-es magasságot is. A régió jellemzője a gyors folyású folyók által vájt völgyek, amelyek közül a Meuse (Maas) a legfontosabb. Fontos városai Liège és Namur, mindkettő a Meuse völgyében. Az Ardennek viszonylag gyéren lakott vidék.
Az Eifel-hegység keleten kapcsolódik az Ardennekhez, ugyanazon geológiai folyamat során alakultak ki. Ennek ellenére két külön egységre osztják.

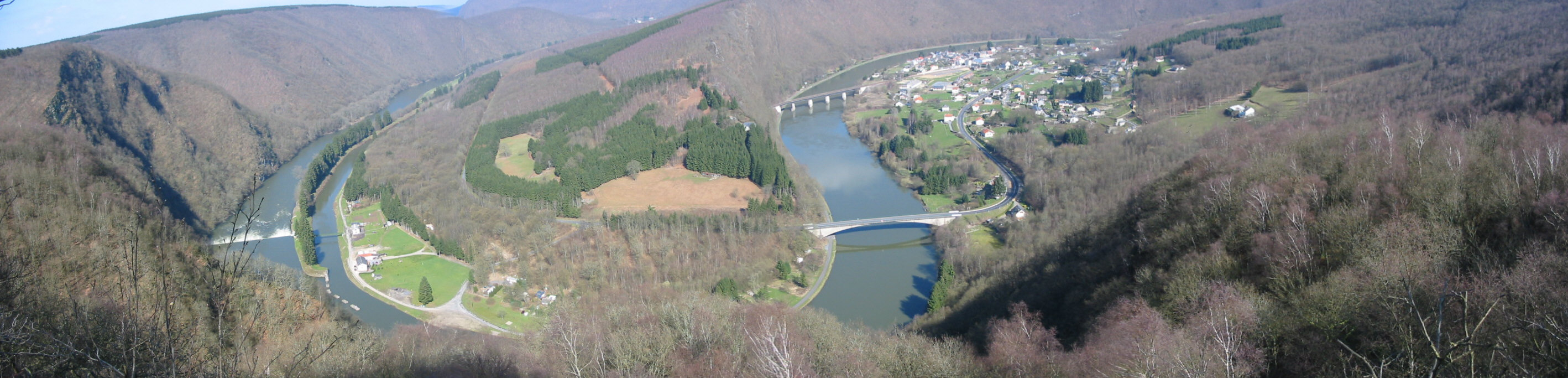
A Meuse folyó a Francia Ardennekben

## Történelem
A régió neve a latin Arduenna Silvából jön. Ez volt a neve annak a hatalmas erdőségnek, amely a Sambre folyótól a Rajnáig terjedt. A mai Ardennek ennél kisebb területet foglal.
Az Ardennek fontos stratégiai helyzete miatt az évszázadok során sok csata helyszíne volt. Korábban tartozott Franciaországhoz, Németországhoz, Hollandiához is. A 20. században az Ardennek alkalmatlannak mutatkozott nagymértékű katonai műveletekhez nehéz domborzata és keskeny kommunikációs vonalai miatt. Mégis az első és második világháborúban a németek sikeresen hatoltak át rajta, és támadták meg Franciaország kevésbé védett vidékeit.

## Gazdaság
Az Ardennek egyenetlen földje komolyan akadályozza a mezőgazdaságot, de fában és ásványokban gazdag. Egykor szénben gazdag volt, de mára a szénbányái kimerültek. Liège és Namur fontos ipari központ. 
Turisztikai központ.